# Švedlár
Švedlár este o comună slovacă, aflată în districtul Gelnica din regiunea Košice. Localitatea se află la altitudinea de 482 m deasupra n.m., se întinde pe o suprafață de 84,49 km2 și în 2011 număra 2.083 de locuitori. 

## Istoric
Localitatea Švedlár este atestată documentar din 1255.

## Demografie
| An:                | 1994 | 2004    | 2014   | 2024 |
| ------------------ | ---- | ------- | ------ | ---- |
| Număr de persoane: | 1679 | 1975    | 2087   | 2087 |
| Diferență:         |      | +17,62% | +5,67% | +0%  |

| An:                | 2023 | 2024   |
| ------------------ | ---- | ------ |
| Număr de persoane: | 2102 | 2087   |
| Diferență:         |      | −0,71% |